# Ɨ̀
Cette page contient des caractères spéciaux ou non latins. S’ils s’affichent mal (▯, ?, etc.), consultez la page d’aide Unicode.
Ɨ̀ (minuscule : ɨ̀), appelé I barré accent grave, est un graphème utilisé dans l’écriture du bum, du dii, du kenyang, du kom, du kwanja, du metaʼ, du mfumte, et du mundani. Il s’agit de la lettre I diacritée d'une barre inscrite et d’un accent grave.

## Utilisation

### Langues à tons
Dans plusieurs langues tonales le ‹ ɨ́ › représente le même son que le ‹ ɨ › et l’accent aigu indique un ton haut.

## Représentations informatiques
Le I barré accent grave peut être représenté avec les caractères Unicode suivants :
- décomposé (latin étendu B, alphabet phonétique international, diacritiques)[1],[2],[3] :

| formes    | représentations | chaînes de caractères | points de code | descriptions                                             |
| --------- | --------------- | --------------------- | -------------- | -------------------------------------------------------- |
| capitale  | Ɨ̀               | Ɨ◌̀                    | U+0197 U+0300  | lettre majuscule latine i barré diacritique accent grave |
| minuscule | ɨ̀               | ɨ◌̀                    | U+0268 U+0300  | lettre minuscule latine i barré diacritique accent grave |